# Rahian-e Noor
Rahian-e Noor (en persan : راهیان نور, , Râhiyân-e nour) est un genre de tourisme en Iran dont les thèmes principaux sont la préservation et la publication des œuvres et valeurs de la Défense sacrée de 1980 à 1988. Les gens vont visiter les zones  vestiges de la guerre Iran-Irak à l'ouest et au sud-ouest de l'Iran. Selon les recherches, les raisons fondamentales des visiteurs sont le devoir de mémoire et les facteurs culturels. Ces caravanes  sont actives  durant  les vacances d'été et du nouvel an,.

## Histoire
Rahian-e Noor a été officiellement créé en 1997 par des étudiants Bassidjis, et le nom de Rahian-e Noor a été choisi par des organisations militaires, tels que Sepah et Basij. Le 12 mars 2000, la Fondation de la préservation et la publication des œuvres et valeurs de la Défense sacrée, une subdivision du Sepah, se sont déterminées à organiser les Carvanas de Rahian-e Noor par l'ordre de l'ayatollah Khamenei.

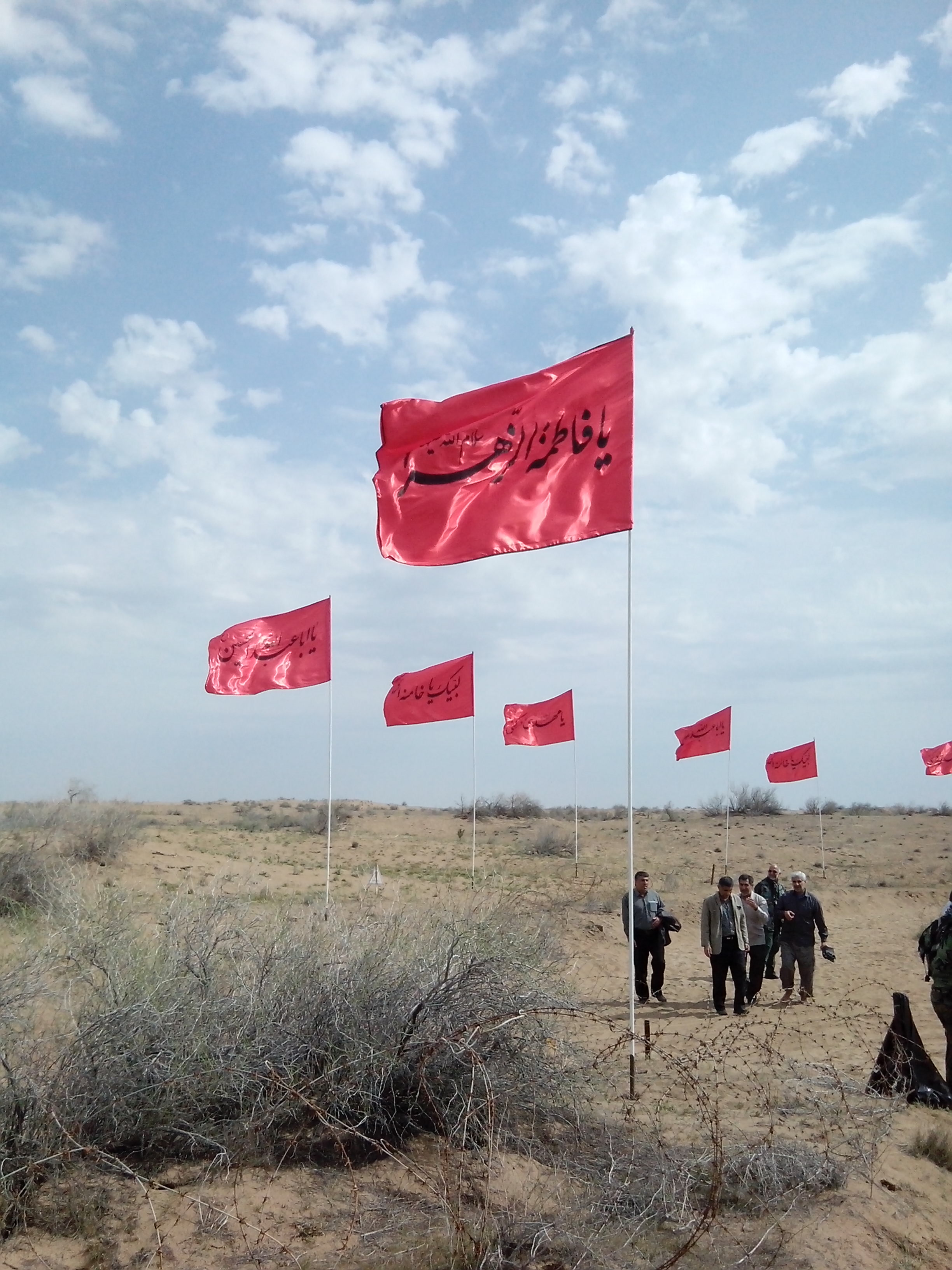
Fakkeh

## Zones à visiter

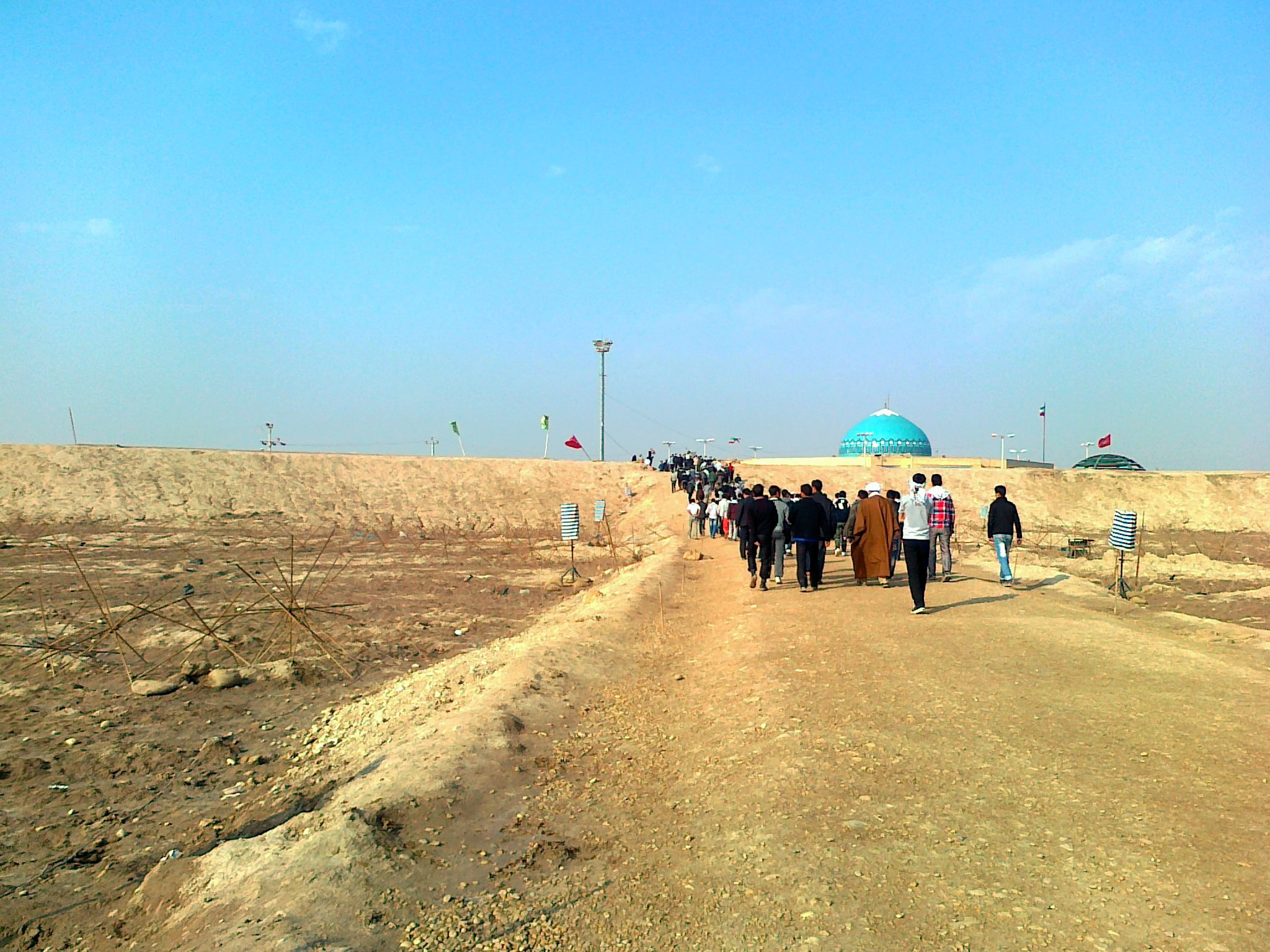
shalamche

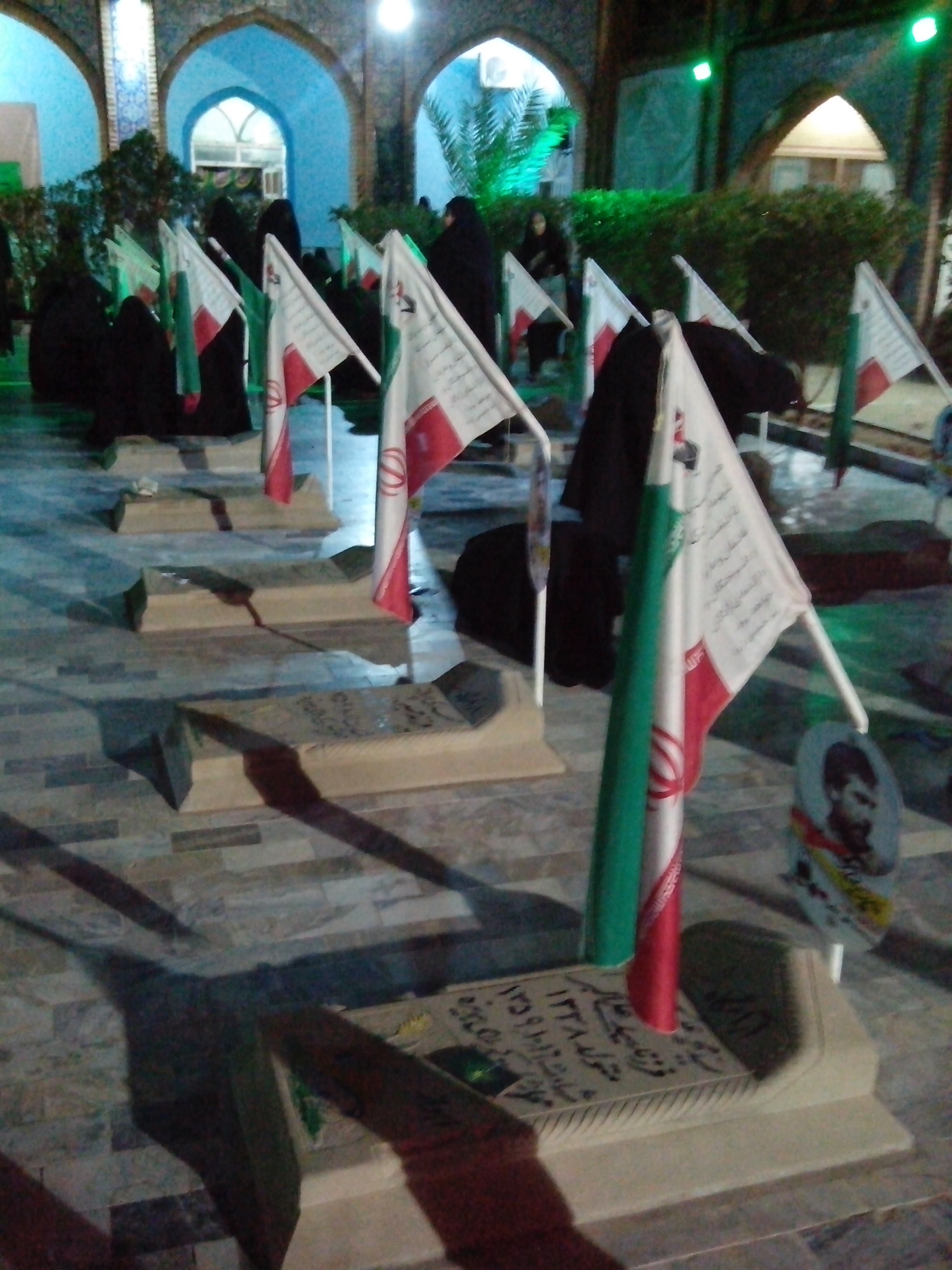
Hoveyzeh

- Fakkeh Hoveyzeh
- Dehlaviyeh
- Hoveyzeh
- Talaieh
- Shalamcheh
- Arvandroud[5]